# Callistochiton omanensis
Callistochiton omanensis är en blötdjursart som beskrevs av Kaas och Van Belle 1994. Callistochiton omanensis ingår i släktet Callistochiton och familjen Ischnochitonidae.
Artens utbredningsområde är Oman. Inga underarter finns listade i Catalogue of Life.